# Bizlan
Bizlan är en ort i Azerbajdzjan.   Den ligger i distriktet İsmayıllı Rayonu, i den centrala delen av landet, 130 kilometer väster om huvudstaden Baku. Bizlan ligger 899 meter över havet och antalet invånare är 480.
Terrängen runt Bizlan är lite bergig, och sluttar söderut. Närmaste större samhälle är Aghsu, 16,7 kilometer söder om Bizlan.
Trakten runt Bizlan består till största delen av jordbruksmark. Runt Bizlan är det ganska tätbefolkat, med 60 invånare per kvadratkilometer.